# Liste der Kulturdenkmäler in Nattenheim
In der Liste der Kulturdenkmäler in Nattenheim sind alle Kulturdenkmäler der rheinland-pfälzischen Ortsgemeinde Nattenheim aufgeführt. Grundlage ist die Denkmalliste des Landes Rheinland-Pfalz (Stand: 27. Juni 2022).

## Denkmalzonen
| Bezeichnung           | Lage                                                                               | Baujahr                          | Beschreibung                                                                                                   | Bild |
| --------------------- | ---------------------------------------------------------------------------------- | -------------------------------- | --- | ---- |
| Denkmalzone Sonnenhof | Zum Sonnenhof 1–5 und 2–12, Rittersdorfer Straße 1 und 10, Bitburger Straße 6 Lage | ab dem Ende des 18. Jahrhunderts | einzigartiges, ab dem ausgehenden 18. Jahrhundert entstandenes Ensemble der den Sonnenhof einfassenden Gehöfte | BW   |

## Einzeldenkmäler
| Bezeichnung                           | Lage                                             | Baujahr                             | Beschreibung | Bild                           |
| ------------------------------------- | ------------------------------------------------ | ----------------------------------- | --- | ------------------------------ |
| Kreuzweg und Grabdenkmäler            | Bickendorfer Straße, auf dem Friedhof Lage       | Ende des 19. Jahrhunderts           | Kreuzweg von J. M. Weis, achte Station bezeichnet 1884; neugotisches Denkmal für Familie Sifferath, 1889 von Peter Quirin, Kyllburg; in der Friedhofsmauer Grabkreuz 1885, neugotisches Reliefbild                       | BW                             |
| Wohnhaus                              | Bickendorfer Straße 1 Lage                       | 1764                                | breitgiebeliges Wohnhaus, bezeichnet 1764, um 1900 erhöht | BW                             |
| Wohnhaus                              | Bickendorfer Straße 2 Lage                       | 1790                                | zweieinhalbgeschossiges Wohnhaus über hohem Keller, bezeichnet 1790 | BW                             |
| Wegekreuz                             | Bickendorfer Straße, vor Nr. 6 Lage              | 1709                                | Schaftkreuz, ehemals bezeichnet 1709 | Fotos hochladen                |
| Wegekreuz                             | Bickendorfer Straße, am Ortsausgang Lage         | 1794                                | Wegekreuz, bezeichnet 1794 | BW                             |
| Katholische Filialkirche St. Hubertus | Hauptstraße 1 Lage                               | 1875                                | neuromanischer sandsteingeglieder Kalksteinquaderbau, bezeichnet 1875, Architekt Kreisbaumeister Wolff; vor der Kirche ehemaliger Taufstein, 18. Jahrhundert                                                             | weitere Bilder Fotos hochladen |
| Wegekreuz                             | Hauptstraße, bei Nr. 1 Lage                      | erstes Viertel des 19. Jahrhunderts | Schaftkreuz mit Pietà, erstes Viertel des 19. Jahrhunderts | weitere Bilder Fotos hochladen |
| Hofanlage                             | Hauptstraße 4, 6, 8 Lage                         | 1807                                | Winkelhof; fünfachsiges Wohnhaus (Nr. 8) mit Kniestock, bezeichnet 1807, Ökonomiegebäude (Nr. 6) gegen Ende des 19. Jahrhunderts, Scheune bezeichnet 1862, drei Ställe mit Heuboden; gegenüberliegender Schuppen (Nr. 4) | BW                             |
| Wegekreuz                             | Hauptstraße, gegenüber Nr. 9 Lage                | 1681                                | Nischenkreuz, bezeichnet 1681 | BW                             |
| Wegekreuz                             | Hauptstraße, bei Nr. 10 Lage                     | 1818                                | Schaftkreuz, bezeichnet 1818 | BW                             |
| Wohnhaus                              | Hauptstraße 12 Lage                              | 1807                                | zweieinhalbgeschossiges Wohnhaus, dreiachsige Fassade 1807 | BW                             |
| Wohnhaus                              | Hauptstraße 13/15 Lage                           | 1799                                | zweieinhalbgeschossiges, zweiteiliges Flurküchenhaus, bezeichnet 1799, Mitte des 19. Jahrhunderts erweitert; straßenbildprägend                                                                                          | BW                             |
| Wohnhaus                              | Hauptstraße 23/25 Lage                           | 1786                                | Wohnhaus mit Kniestock, bezeichnet 1786 | BW                             |
| Wirtschaftsgebäude                    | Hauptstraße, zu Nr. 30 Lage                      | 1838                                | Wirtschaftsgebäude, bezeichnet 1838 | BW                             |
| Spritzenhaus                          | Rittersdorfer Straße, Ecke Bitburger Straße Lage | um 1900                             | ehemaliges Spritzenhaus; sandsteingegliederter Kalksteinbau, um 1900; ortsbildprägend; Laufbrunnen, Sandsteintröge, gusseiserner Pumpstock                                                                               | BW                             |
| Wohnhaus                              | Rittersdorfer Straße 10 Lage                     | 1804                                | Wohnhaus von 1804 | BW                             |
| Tür                                   | Schulstraße, an Nr. 2 Lage                       | um 1900                             | späthistoristisches Türblatt, Jugendstil-Einfluss | BW                             |
| Gemeindehaus                          | Schulstraße 13/Sportplatzstraße 9 Lage           | 1923                                | ehemalige Schule; Kalksteinbau mit Walmdach, bezeichnet 1923, bauzeitliches Nebengebäude | BW                             |
| Hofanlage                             | Zum Sonnenhof 1 Lage                             | 1786                                | stattliche Hofanlage; zweieinhalbgeschossiges Wohnhaus über hohem Keller, bezeichnet 1786, Backhaus, Stall und Ökonomie                                                                                                  | BW                             |
| Hofanlage                             | Zum Sonnenhof 2/4 Lage                           | 1790                                | Streckhof; zweieinhalbgeschossiges Wohnhaus über hohem Keller, bezeichnet 1790, Wirtschaftsgebäude aus dem 19. Jahrhundert                                                                                               | BW                             |
| Quereinhaus                           | Zum Sonnenhof 6/8 Lage                           | 16. oder 17. Jahrhundert            | Quereinhaus, Umbau bezeichnet 1864, im Kern barock, eventuell spätgotisch | BW                             |
| Wohnhaus                              | Zum Sonnenhof 10 Lage                            | um 1800                             | Wohnhaus mit Treppengiebeln, um 1800 | BW                             |
| Wegekreuz                             | nordwestlich des Ortes an der K 77 Lage          | 1916                                | Schaftkreuz, bezeichnet 1916 | weitere Bilder Fotos hochladen |
| Wegekreuz                             | nordwestlich des Ortes an der K 77 Lage          | 1783                                | Schaftkreuz, bezeichnet 1783 | Fotos hochladen                |